# 麻邛乡
麻邛乡，是中华人民共和国四川省甘孜藏族自治州白玉县下辖的一个乡镇级行政单位。

## 行政区划
麻邛乡下辖以下地区：
麻邛村、甲旭村、安章村、更日村和翻身村。